# 丹妮拉·赖默尔
丹妮拉·赖默尔（德語：Daniela Reimer，1982年9月26日—），德国女子赛艇运动员。她曾代表德国参加2004年夏季奥林匹克运动会赛艇比赛，获得女子轻量级双人双桨银牌。